# Comuna Pârșcoveni, Olt
Pârșcoveni este o comună în județul Olt, Oltenia, România, formată din satele Butoi, Olari și Pârșcoveni (reședința).

## Demografie
Componența etnică a comunei Pârșcoveni
     Români (89,61%)
     Alte etnii (0,33%)
     Necunoscută (10,06%)
Componența confesională a comunei Pârșcoveni
     Ortodocși (89,43%)
     Alte religii (0,22%)
     Necunoscută (10,35%)
Conform recensământului efectuat în 2021, populația comunei Pârșcoveni se ridică la 2.744 de locuitori, în scădere față de recensământul anterior din 2011, când fuseseră înregistrați 3.062 de locuitori. Majoritatea locuitorilor sunt români (89,61%), iar pentru 10,06% nu se cunoaște apartenența etnică. Din punct de vedere confesional, majoritatea locuitorilor sunt ortodocși (89,43%), iar pentru 10,35% nu se cunoaște apartenența confesională.

## Politică și administrație
Comuna Pârșcoveni este administrată de un primar și un consiliu local compus din 11 consilieri. Primarul, Dumitru Dănuț Matei[*], de la Partidul Social Democrat, este în funcție din 2012. Începând cu alegerile locale din 2024, consiliul local are următoarea componență pe partide politice:
|  | Partid                          | Consilieri | Componența Consiliului | Componența Consiliului | Componența Consiliului | Componența Consiliului | Componența Consiliului | Componența Consiliului |
|  | ------------------------------- | ---------- | ---------------------- | ---------------------- | ---------------------- | ---------------------- | ---------------------- | ---------------------- |
|  | Partidul Social Democrat        | 6          |                        |                        |                        |                        |                        |                        |
|  | Partidul Național Liberal       | 4          |                        |                        |                        |                        |                        |                        |
|  | Alianța pentru Unirea Românilor | 1          |                        |                        |                        |                        |                        |                        |